# 포타시

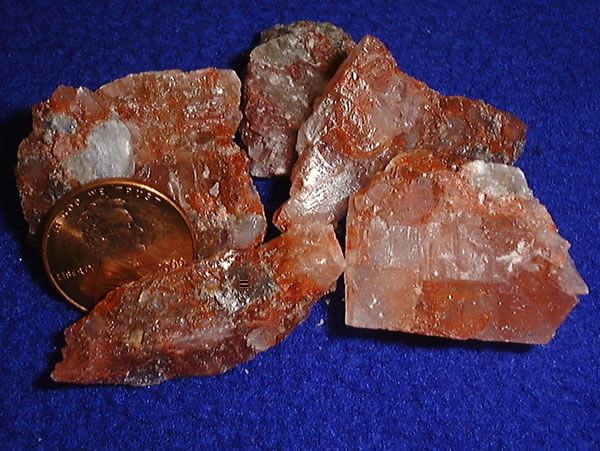

포타시(potash, 발음: /ˈpɒtæʃ/, POT-ash)에는 수용성 형태의 칼륨을 함유한 다양한 채굴 및 제조 소금이 포함된다. 이 이름은 산업 시대 이전에 포타시를 제조하는 주요 수단이었던 냄비에 물을 담근 냄비 재, 식물 재 또는 나무 재에서 유래되었다. 칼륨의 영단어 포타슘(potassium)이라는 단어는 포타시(potash)에서 파생되었다.
포타시는 2021년 시점에서 연간 7,190만 톤(~4,540만 톤 K2O 환산)을 초과하는 양으로 전 세계적으로 생산되며, 캐나다가 주로 비료에 사용되는 최대 생산국이다. 다양한 종류의 비료-포타시는 세계에서 칼륨 원소의 가장 큰 산업적 용도를 구성한다. 칼륨은 1807년 가성 포타시(수산화 칼륨)을 전기 분해하여 처음으로 추출되었다.

## 같이 보기
- 골회(뼛가루)
- 질산 칼륨
- 수산화 나트륨